# Adelphi (Maryland)
Adelphi es un lugar designado por el censo ubicado en el condado de Prince George en el estado estadounidense de Maryland. En el Censo de 2010 tenía una población de 15.086 habitantes y una densidad poblacional de 2.124,27 personas por km².

## Geografía
Adelphi se encuentra ubicado en las coordenadas 38°59′48″N 76°57′58″O / 38.99667, -76.96611. Según la Oficina del Censo de los Estados Unidos, Adelphi tiene una superficie total de 7.1 km², de la cual 7.09 km² corresponden a tierra firme y (0.11%) 0.01 km² es agua.

## Demografía
Según el censo de 2010, había 15.086 personas residiendo en Adelphi. La densidad de población era de 2.124,27 hab./km². De los 15.086 habitantes, Adelphi estaba compuesto por el 25.41% blancos, el 36.66% eran afroamericanos, el 1.38% eran amerindios, el 7.82% eran asiáticos, el 0.05% eran isleños del Pacífico, el 24.06% eran de otras razas y el 4.62% pertenecían a dos o más razas. Del total de la población el 42.06% eran hispanos o latinos de cualquier raza.